# Альфонсине
Альфонсине (итал. Alfonsine) — город в Италии, расположен в регионе Эмилия-Романья, подчинён административному центру Равенна (провинция).
Население составляет 11 739 человек (на 2004 г.), плотность населения составляет 109,9 чел./км². Занимает площадь 106,69 км². Почтовый индекс — 48011. Телефонный код — 00544.
Покровительницей коммуны почитается Пресвятая Богородица (Мадонне делле грацие). Праздник города ежегодно празднуется 8 сентября.